# Chernigovsky (huyện)
Huyện Chernigovsky (tiếng Nga: ? райо́н) là một huyện hành chính tự quản (raion), của Vùng Primorsky, Nga. Huyện có diện tích 1855 kilômét vuông, dân số thời điểm ngày 1 tháng 1 năm 2000 là 46000 người. Trung tâm của huyện đóng ở Chernigovka.